# Ляк (Бардинский район)
Ляк (азерб. Lək) — село в составе Лякского муниципалитета Бардинского района Азербайджана. Расположено на Карабахской равнине.

## Название села
Учёный-этнограф М.Велиев-Бахарлы отмечал племя ляки, как одно из тюркских племён и указывал места их расселения. Среди этих мест указывались и сёла Ляк и Лякили Джаванширского уезда.
К тюркскому племени ляк относились следующие селения: в Геокчайском уезде — Ляк, Ляк-Чыплаг; в Агдашском — Ляки; Джеванширском — Ляк; Лякили; Гянджинском — Ляк.

## Население
По материалам посемейных списков на 1886 год в селе Лякъ Лякского сельского общества Джеванширского уезда Елисаветопольской губернии проживало 77 человек (19 дымов) и все азербайджанцы (в источнике «татары») - шииты. Все жители являлись крестьянами на казённой земле.
В селе проживают азербайджанцы.